# Dio accessibile a tutti
Dio accessibile a tutti (1941, ed edizioni successive) è una delle opere più note del celebre tomista Padre Réginald Garrigou-Lagrange. Partendo dalla filosofia di San Tommaso d'Aquino svolge la prova dell'esistenza di Dio che racchiude in se stessa tutte le altre, "dal moto locale fino ai frutti della santità". Il principio cardine dell'opera, ripetuto fin dalle prime pagine, è che "il più non viene dal meno".